# Goldene Kamera 2015
Die Verleihung der Goldenen Kamera 2015 fand am 27. Februar 2015 erstmals in der Hamburg Messe in Hamburg statt. Es war die 50. Verleihung dieser Auszeichnung. An der Veranstaltung nahmen über 1200 Gäste teil. Die Moderation übernahm zum zwölften Mal Thomas Gottschalk. Die Verleihung wurde am 28. Februar 2015 zur Hauptsendezeit im ZDF ausgestrahlt.

## Preisträger und Nominierungen

### Beste Musik national
Herbert Grönemeyer

(Laudatio: Klaas Heufer-Umlauf)

### Bester deutscher Fernsehfilm
Tatort: Im Schmerz geboren, Das Erste
Bornholmer Straße, Das Erste
Die Spiegel-Affäre, Das Erste
(Laudatio: Johannes B. Kerner, Cosma Shiva Hagen und Christian Rach)

### Bester deutscher Schauspieler
Ulrich Matthes – Tatort: Im Schmerz geboren, Bornholmer Straße
Heino Ferch – Spuren des Bösen: Zauberberg, Wenn es am schönsten ist
Wotan Wilke Möhring – Tatort: Die Feigheit des Löwen
Francis Fulton-Smith – Die Spiegel-Affäre
Roeland Wiesnekker – Spreewaldkrimi: Mörderische Hitze
(Laudatio: Cordula Stratmann)

### Beste deutsche Schauspielerin
Martina Gedeck – Das Ende der Geduld
Annette Frier – Die Schlikkerfrauen
Katrin Sass – Der Usedom-Krimi: Mörderhus
Katja Riemann – Die Fahnderin
Petra Schmidt-Schaller – Der Wagner-Clan. Eine Familiengeschichte
(Laudatio: Christian Ulmen und Walter Sittler)

### Beste Nachwuchsschauspielerin
Maria Ehrich (Hörzu Nachwuchspreis)

(Laudatio: Dietmar Bär)

### Jubiläumskamera
Hape Kerkeling

(Laudatio: Susan Sarandon)

### Leserwahl „Die größte TV-Legende“
Die Hörzu-Leser konnten in der Kategorie Die größte TV-Legende vom 21. November bis 14. Dezember 2014 ihren Favoriten wählen. Aus der Abstimmung ging anschließend folgende Top-Ten-Platzierung hervor:
Vicco von Bülow (Loriot) – Humorist, TV-Reihe Loriot, Filmhits (Ödipussi)
02. 0Hans-Joachim Kulenkampff – Showmaster (Einer wird gewinnen)
03. 0Peter Alexander – Sänger, Showmaster
04. 0Heinz Rühmann – Film- und TV-Star (Die Feuerzangenbowle)
05. 0Rudi Carrell – Showmaster (Am laufenden Band)
06. 0Heinz Erhardt – Komiker (Noch’n Gedicht), Musiker, Schauspieler (Unser Willi ist der Beste)
07. 0Romy Schneider – Weltstar (Sissi, Die Dinge des Lebens)
08. 0Joachim „Blacky“ Fuchsberger – Schauspieler (Edgar-Wallace-Filme), Entertainer (Auf Los geht’s los)
09. 0Peter Frankenfeld – Schauspieler, Entertainer
10. 0Inge Meysel – Schauspielerin (Die Unverbesserlichen)
(Laudatio: Christian Hellmann)
Die postume Auszeichnung wurde von Loriots Enkel Leopold von Bülow-Quirk entgegengenommen. Zur Auswahl in der Leserwahl standen ferner die folgenden Personen:
Eddi Arent – Komiker, Edgar-Wallace-Filme, Show Harald und Eddi
Roy Black – Sänger (Ganz in Weiß), TV-Serie Ein Schloß am Wörthersee
Lou van Burg – Showmaster (Der goldene Schuß)
Kurt Felix – TV-Moderator (Verstehen Sie Spaß?)
Hansjörg Felmy – Film und TV-Star, 20-mal Tatort-Kommissar
Helmut Fischer – Volksschauspieler (Monaco Franze)
Hanns Joachim Friedrichs – Sechs Jahre „Mr. Tagesthemen“
Walter Giller – Schauspieler (Rosen für den Staatsanwalt)
Bernhard Grzimek – Tierforscher, TV-Serie Ein Platz für Tiere
Evelyn Hamann – Humoristin, TV-Reihe Loriot
Johannes Heesters – Schauspieler, Sänger (Da geh’ ich zu Maxim)
Trude Herr – Schauspielerin, Sängerin (Ich will keine Schokolade)
Dieter Hildebrandt – Kabarettist (Scheibenwischer)
Harald Juhnke – Schauspieler, Entertainer (Willkommen im Club)
Curd Jürgens – Weltstar (Des Teufels General)
Heidi Kabel – Volksschauspielerin
Karl-Heinz Köpcke – 28 Jahre „Mr. Tagesschau“
Diether Krebs – Schauspieler (Ein Herz und eine Seele), Komiker (Sketchup)
Paul Kuhn – Schauspieler, Musiker (Der Mann am Klavier)
Hellmut Lange – Schauspieler (Die Lederstrumpferzählungen)
Robert Lembke – Quizmaster (Was bin ich?)
Siegfried Lowitz – Schauspieler (Der Alte)
Willy Millowitsch – Komödiant (Millowitsch-Theater)
Brigitte Mira – Schauspielerin (Drei Damen vom Grill)
Erik Ode – Schauspieler (Der Kommissar)
Lilli Palmer – Film- und TV-Star (Der Kongreß amüsiert sich)
Günter Pfitzmann – Film- und TV-Star (Die Brücke, Praxis Bülowbogen)
Will Quadflieg – Theaterstar (Faust, Die Wildente) und TV-Größe (Der große Bellheim)
Hans Rosenthal – Quizmaster (Dalli Dalli)
Heinz Schenk – Moderator (Zum Blauen Bock)
Gisela Schlüter – Komödiantin (Zwischenmahlzeit)
Dietmar Schönherr – Schauspieler (Raumpatrouille), Moderator (Wünsch Dir was)
Heinz Schubert – Schauspieler (Ein Herz und eine Seele)
Günter Strack – Schauspieler (Diese Drombuschs)
Horst Tappert – Schauspieler (Derrick)
Wim Thoelke – Quizmaster (Der große Preis)
Vico Torriani – Schauspieler (Rote Lippen soll man küssen), Sänger (Capri-Fischer)
Klausjürgen Wussow – Schauspieler (Edgar-Wallace-Filme, Die Schwarzwaldklinik)
Peter von Zahn – Reporter (Bilder, die die Welt bewegten)
Eduard Zimmermann – Moderator (Aktenzeichen XY)

### Auszeichnungen für internationale Gäste

#### Bester Schauspieler international
Kevin Spacey

(Laudatio: Jan Josef Liefers)

#### Beste Musik international
Olly Murs

(Laudatio: Toni Kroos)

#### Lebenswerk Musik
Nile Rodgers

(Laudatio: Nena)

#### Lebenswerk international
Arnold Schwarzenegger

(Laudatio: Danny DeVito)
Susan Sarandon

(Laudatio: Iris Berben)